# Hubertsweiler (Heidenheim)
Hubertsweiler (auch Hubatsweiler) ist eine Wüstung im Ortsteil Großkuchen der Stadt Heidenheim im gleichnamigen Landkreis.

## Lage
Der Ort lag nordwestlich von Großkuchen, westlich der Straße von Nietheim nach Niesitz. Etwas nordöstlich des Ortes lag der heute auch abgegangene Hagenbuchhof.

## Geschichte
Das erste Mal erwähnt wurde Hubertsweiler im Jahr 1298, als es von Oettingen an das Kloster Neresheim verkauft wurde. Der Ort ging kurz nach dem benachbarten Brandelhausen ab, wurde aber 1770 wieder besiedelt. 1890 wurde der Weiler dann endgültig aufgegeben.
1872 hatte der Ort keine Einwohner.